# Bobobo-bo Bo-bobo
Bobobo-bo Bo-bobo (jap. ボボボーボ・ボーボボ Bobobōbo Bōbobo; znany też jako Bo x 7 lub Bo-Bobo) – shōnen-manga autorstwa Yoshio Sawai, publikowana na łamach „Shūkan Shōnen Jump” wydawnictwa Shūeisha w latach 2001–2005, a następnie wydana w formie tankōbonów w nakładzie 21 tomów.
Powstała też kontynuacja pod nazwą Shinsetsu Bobobo-bo Bo-bobo (jap. 真説ボボボーボ・ボーボボ), która ukazywała się w latach 2005–2007 i wydana została później w formie 7 tankōbonów.
W oparciu o mangę powstała adaptacja anime wyprodukowana przez Toei Animation i wyemitowana od 8 listopada 2003 do 29 października 2005.

## Fabuła
Anime opowiada o mężczyźnie zwanym Bobobo-bo Bo-bobo posiadającym zdolność rozumienia mowy włosów. Jako jedyny może uratować świat przed Imperium Chromowanej kopuły planującym ukraść wszystkie włosy.

## Wersja polska
Polska wersja językowa serialu była emitowana w latach 2008–2009 przez telewizję Jetix. W ramach dubbingu wyemitowano 49 z 72 odcinków anime.

### Główne informacje
Opracowanie: na zlecenie Jetix – IZ-Text Katowice

Dźwięk i montaż: Robert Szczukiewicz i Mirosław Gągola

Realizacja nagrań: Iwo Dowsilas

Tekst polski: Wojciech Dyczewski

Reżyseria: Dariusz Stach

W wersji polskiej udział wzięli:
- Ziemowit Pędziwiatr –
  - Bobo-Bo
  - Mey-bo
- Agnieszka Wajs –
  - Beauty,
  - Suzu,
  - Dengaku
- Artur Święs –
  - Bączek,
  - Generał Galareta
- Robert Talarczyk – Narrator
- Anita Sajnóg – Dziewczyna Maidela
- Mirosław Neinert –
  - Kapitan Pancernik,
  - Pr. MAX,
  - Pontaro,
  - Show Mei
- Magdalena Korczyńska –
  - Jedna ze świń,
  - Ruby,
  - Kobieta Torpeda
- Krzysztof Korzeniowski –
  - Don Patch,
  - Hatenko,
  - Mistrz Naad,
  - Halekulani,
- Rafał Żygiel –
  - Softon,
  - Kappa
- Maciej Walentek –
  - Kubek herbaty,
  - Shogun,
  - Kot,
  - Maszyna do malowania,
  - Mysz policjant,
  - Świnka 1,
  - Gump,
  - Mesopotamion,
  - Metalowy facet,
  - Haou,
  - Smutny worek,
  - Sonic,
  - Otto,
  - Wan ronga,
  - J

### RoleDariusza Stacha
- Tarashi,
- Zielony Kosmiczny Zupojad,
- Kaczomajtek
- Godipan,
- Dymanit 2,
- Świniak,
- Miś T,
- Ptasi Móżdżek,
- Małpa,
- Puszka szef Softona,
- Człowiek obsługa,
- Lalka,
- 7 Czerwca,
- Butan,
- Yaya,
- Berin,
- Maska śmierci,
- Fasola soji,
- Chłopiec 2,
- Człowiek kwiat,
- Robot,
- Bob,
- Czekolada Curry,* Kartofel,
- Miś F,
- Pikari,
- Skielet,
- Księżycowy pocisk (Apollo),
- Harry Hatenko,
- Chuunosuke
- Rocker
- Świnka 2,
- Świnka 3,
- Spuchnięte usta,
- Indus,
- Koszmar,
- Beep,
- Mistrz Ponito,
- Świnia,
- Super Królik

### RoleIreneusza Załoga
- Korniszon
- Kirarino,
- Gechappi,
- Maidel,
- Król włosów z nosa,
- Dymanit 1,
- Dymanit 3,
- Szef Generała Galarety,
- Chleb,
- Katsu,
- Spikey,
- Kalendarz,
- Merry go round,
- Miś A,
- Grin,
- Pies,
- Nauczyciel,
- Pies, który żuje gumę,
- Robot,
- Geniusz,
- Miś E,
- Fenifalko,
- Wilkołak fal,
- Gumka,
- Ralph Paperek,
- Kittypu,
- Geha (odc. 10),
- Dengaku (odc. 16),
- Człowiek obsługa (odc. 26),
- N & N,
- Kapitan Ijita,
- Ryż,
- Wielki wykop,
- Żółta rzeka,
- Kanemaru,
- Garbel,
- T 500,
- Człowiek złota rabka,
- Megafan,
- Giga,
- Pana